# Вокруг света за 80 дней (фильм, 2004)
«Вокруг света за 80 дней» (англ. Around the World in 80 Days) — фильм режиссёра Фрэнка Корачи, снятый на основе романа Жюля Верна.
Для создания комического эффекта сюжет фильма намеренно изменён по сравнению с романом и содержит множество анахронизмов. Так как фильм с бюджетом 110 миллионов долларов (плюс затраты на маркетинг примерно 30 миллионов) собрал в мировом прокате всего 72 миллиона долларов, он попал в список кассовых провалов. Также это последний фильм Арнольда Шварценеггера перед тем, как он взял паузу в съемках в связи с вступлением в должность губернатора Калифорнии.

## Сюжет
Фильм начинается с ограбления Английского банка неизвестным китайцем. Чтобы скрыться от полиции, он нанимается под именем Паспарту слугой к Филеасу Фоггу, молодому учёному, пытающемуся побить скоростной барьер в 50 миль в час. После успешного эксперимента они направляются в Королевскую академию наук, но Фогг становится объектом насмешек «лучших умов» Британии, в особенности напыщенного лорда Кельвина, считающего, что дальнейший прогресс — бессмыслица, так как всё стоящее уже открыто. На том же собрании упоминается и ограбление. В ярости Фогг утверждает, что рад, что банк был ограблен, и что вор, скорее всего, доберётся до Китая всего за месяц, в чём его слуга становится очень заинтересован. Кельвин убеждает Фогга держать пари, что Фогг сможет обогнуть земной шар за 80 дней. При победе Фогга он станет министром науки взамен лорда Кельвина; в случае его проигрыша он будет обязан уничтожить свою лабораторию и навсегда отойти от научной деятельности.
Хотя Фогг по возвращении домой сожалеет о своей вспыльчивости и необдуманном пари, Паспарту убеждает его, что Фогг может это сделать. Взяв карету, они готовятся покинуть Лондон, едва сбежав от инспектора Фикса, нанятого лордом Кельвином, чтобы остановить Фогга.
Они путешествуют в Париж, где Паспарту приходится убегать от слуг генеральши Фэнь, которая желает вернуть то, что он выкрал из банка — Нефритового Будду. Она отдала Будду Кельвину в обмен на военную помощь, так как она желает захватить Ланьчжоу — родную деревню Лао Шина (Паспарту). Притворяясь, что он ведёт Фогга на выставку изобретений Томаса Эдисона, Паспарту ведёт его в школу искусства, где Филеас встречается с Моник, будущей импрессионисткой. Хотя Фогг вначале спорит с ней о невозможности изображённого на её картинах, одна из них впечатляет его — человек с крыльями. Фогг всегда мечтал построить машину, которая позволит человеку летать. Прибывает Паспарту после битвы с солдатами Фэнь и говорит хозяину, что они опаздывают. Вместе с Моник они отбывают на воздушном шаре.
По прибытии в Турцию их встречает сам принц Хапи. Несколько часов они проводят в бассейне принца, но затем принц приказывает, чтобы Моник осталась с ним как его седьмая жена. Фогг и Паспарту грозятся разбить любимое произведение искусства принца Хапи — пародия статуи «Мыслитель» Родена, которая выглядит как Хапи. Хотя статуя всё равно разбивается, всем троим удаётся сбежать.
Лорд Кельвин, услышав обо всём этом и о краже его Нефритового Будды, понимает, что Фогг ненароком стал соучастником побега вора. Используя это как предлог для задержания Филеаса, он приказывает британским войскам в Индии арестовать обоих мужчин. В Индии Паспарту узнаёт об ордере на арест и предупреждает своих компаньонов. Переодевшись в женщин, всем троим удаётся сбежать от полиции, но не от агентов Фэнь. Используя инспектора Фикса и секстант в роли оружия, Филеасу и Паспарту удаётся победить врагов и бежать в Китай.
Знакомый с местностью, Паспарту ведёт своих друзей в Ланьчжоу. Проведя несколько дней там, Филеас наконец узнаёт, что Паспарту на самом деле — Лао Шин, местный воин. Он также узнаёт, что войска Фэнь, Чёрные скорпионы, являются участниками борьбы, сосредоточенной вокруг Нефритового Будды. Фогг очень разочарован в друзьях, так как Моник об этом давно знала.
Позже на деревню нападают Чёрные скорпионы. Филеас, Моник и Лао Шин попадают в плен. На следующее утро Лао Шин вызывает молодого лидера группы Скорпионов на поединок. Он дерётся сам, но оказывается побеждён. Тут ему на помощь приходят «Десять Кантонских тигров» (так в Китае в XIX веке называли 10 лучших мастеров кунг-фу в этом городе), одним из которых он и является. «Тигры», хотя их гораздо меньше, одолевают Скорпионов и изгоняют их из Ланьчжоу. Нефритовый Будда возвращается на своё почётное место в храме деревни.
Разочарованный Филеас решает продолжать своё путешествие в одиночестве. Он направляется в Сан-Франциско, где простодушный учёный оказывается жертвой обмана и теряет все свои деньги. Его находят Лао Шин и Моник. В пустыне они встречаются с братьями Райт, и трое учёных обсуждают их летательный аппарат. Взглянув на планы машины, Филеас объявил их гениальными и предложил пару небольших изменений.
Лао Шин, Моник и Филеас направляются в Нью-Йорк, где их непроизвольно блокирует приветствующая толпа, поставившая на то, что Филеас выиграет пари. Тогда полицейский предложил им «срезать угол», но завёл их в ловушку, где путешественников ожидала сама Фэнь со своими людьми. Следует крупная битва между тремя друзьями и людьми Фэнь в мастерской, где строится Статуя Свободы. Лао Шин использует свои навыки воина, а другим просто везёт. В конце битвы друзья торжествуют, но корабль в Англию отплывает без них. Хотя Фогг имел шанс попасть на корабль, он решил остаться, чтобы помочь Лао Шину.
Филеас, чувствуя, что проиграл, считает бесполезным садиться на следующий корабль, но всё же не отказывается. Этот старый корабль принадлежит моряку, потерявшему оба соска во время нападения акулы. Филеас убедил капитана построить аэроплан из корабельных досок взамен на новый корабль и операцию по пришиванию сосков. Экипажу корабля удаётся быстро построить летательный аппарат по схемам братьев Райт. Вскоре они добираются до Лондона. Из-за начавшей разваливаться прямо в воздухе машины им приходится совершить экстренную посадку прямо перед Королевской академией. Лорд Кельвин посылает на перехват полицию Лондона, так как пари требует, чтобы Фогг достиг верхней ступеньки Академии перед тем, как Биг Бен пробьёт полдень. Кельвин объявляет себя победителем, но некоторые люди, включая Моник, Фикса и других министров, начинают утверждать, что он воспользовался нечестными методами для достижения цели. Парируя им, Кельвин даже оскорбляет королеву Англии, которая стоит у него за спиной. Её Величество приказывает арестовать лорда. Королева также говорит Филеасу Фоггу, что он не проиграл: на самом деле у них ещё есть один день благодаря тому, что они пересекли линию перемены даты. Филеас и Моник поднимаются по ступенькам Академии и торжествуют победу.

## В ролях
| Актёр                | Роль                                    |
| -------------------- | --------------------------------------- |
| Джеки Чан            | Паспарту (Лао Син)                      |
| Стив Куган           | Филеас Фогг                             |
| Сесиль Де Франс      | Моник Ляруш                             |
| Джим Бродбент        | лорд Кельвин                            |
| Иэн Макнис           | полковник Китченер                      |
| Роджер Хаммонд       | лорд Роудс                              |
| Дэвид Райалл         | лорд Солсбери                           |
| Кэти Бейтс           | королева Виктория                       |
| Арнольд Шварценеггер | принц Хапи                              |
| Юэн Бремнер          | инспектор Фикс                          |
| Джон Клиз            | лондонский полицейский                  |
| Оуэн Уилсон          | Уилбур Райт                             |
| Люк Уилсон           | Орвил Райт                              |
| Роб Шнайдер          | хобо в Сан-Франциско                    |
| Саммо Хун            | Хуан Фэйхун                             |
| Дэниел Ву            | предводитель «Чёрных скорпионов»        |
| Карен Мок            | генерал Фан                             |
| Уилл Форте           | Бобби, молодой полицейский-француз      |
| Роберт Файф          | Жан Мишель                              |
| Адам Годли           | мистер Саттон                           |
| Мэйси Грэй           | сонная француженка                      |
| Кен Ло               | французский инспектор/«Черный скорпион» |
| Мэгги Кью            | Агент Краузер                           |
| Ричард Брэнсон       | камео, билетёр на воздушный шар         |

## Производство
Съемки фильма в Берлине
Warner Bros., которым принадлежали права на адаптацию 1956 года, планировали свой собственный римейк со Стивеном Соммерсом в качестве режиссера и Бренданом Фрейзером в главной роли. Примерно в то же время компании 20th Century Studios и Good Machine разрабатывали собственную версию, а сценарий писали Марк Розенталь и Лоуренс Коннер. Энг Ли и Стивен Херек должны были выступить режиссерами.
В июне 2002 года было объявлено, что Джеки Чан сыграет Паспарту. За эту роль ему заплатили около 18 млн долларов. Walden Media отвечала за инвестиции в фильм, а Summit Entertainment занималась зарубежными продажами. Paramount Pictures приобрела права на распространение в США и назначила дату выхода на 21 ноября 2003 года. Однако студия ушла в начале года из-за опасений по поводу высокого бюджета и рентабельности актерского состава.
Основные съемки начались 13 марта 2003 года в Таиланде, после чего последовали 3-х месячные съемки в студии Babelsberg в Берлине. До того, как Disney стал дистрибьютором, это был один из самых высокобюджетных фильмов, снятых без прикрепленного дистрибьютора.

## Выход
Премьера фильма состоялась 13 июня 2004 года в Лос-Анджелесе, а старт в кинотеатрах пришелся на 16 июня. Также он вышел на DVD и VHS на 2 ноября 2004 года.

## Критика
У фильма в основном неблагоприятные отзывы. На сайте Rotten Tomatoes рейтинг одобрения составляет 32 % на основе 128 рецензий со средним баллом 4,8 из 10. На сайте Metacritic оценка составляет 49 из 100 на основе 33 рецензий критиков, что соответствует статусу «смешанные или средние отзывы». В 2014 году Los Angeles Times поместила фильм в список самых дорогих кассовых провалов всех времен. Фильм также получил две номинации на Золотую малину.

### В России
В России же фильм был оценён весьма положительно. На сайте «Критиканство» фильм был оценён на 62 балла из 100. Александр Чекулаев, писавший свою рецензию для десятого номера журнала «Мир фантастики» выдал фильму 7 баллов из 10. На сайте «Кинопоиск» оценка 7 баллов из 10.

## Награды и номинации
| Премия              | Категория                                  | Номинанты и получатели  | Результат |
| ------------------- | ------------------------------------------ | ----------------------- | --------- |
| 25-я Золотая малина | Худшая мужская роль второго плана          | Арнольд Шварценеггер    | Номинация |
| 25-я Золотая малина | Худший приквел, сиквел, ремейк или плагиат | Вокруг света за 80 дней | Номинация |